# Ottilio Cuneo
Don Ottilio Cuneo es un personaje ficticio de la novela de Mario Puzo El Padrino, así como también de la película del mismo nombre. Nació en 1883 y luego murió a la edad de 72 en Nueva York.

## Biografía

### En la película
Carmine Cuneo (llamado así en la película) era la cabeza de la familia Cuneo, una de las familias que controlaban el hampa en el estado de Nueva York. Según la novela, se ocupaba de la entrada clandestina de inmigrantes italianos a los Estados Unidos, a través de la frontera con Canadá; además de contar con el juego en la zona septentrional del estado. 
Era un hombre de aspecto sosegado que amaba a los niños, y propietario de una empresa lechera. Era uno de los pocos jefes de la Mafia que no había sido arrestado y cuyas verdaderas actividades nunca habían estado bajo sospecha. Formó partes de comités cívicos y fue nombrado hombre de negocios del año en el estado de Nueva York, por la Cámara de comercio.
Fue asesinado junto con los otros dones de Nueva York debido al plan de Michael Corleone para transformarse en el "Capo di tutti capi" y así vengar la muerte de su hermano, Santino Corleone, quien había caído muerto durante la guerra de las Cinco Familias, en una conspiración en su contra, en la cual cada jefe había tomado parte.

### En el libro
En el libro, el Don tenía el nombre Ottilio, apodado "Leo el lechero". Ottilio no murió durante las olas de asesinatos del bautizo, sino que él continuó con el servicio de aliado junto con la Familia Corleone, dándole información de la ubicación del enemigo más odiado de Michael Corleone, Fabrizio. 
- Datos: Q3887275